# Svätuše
Svätuše este o comună slovacă, aflată în districtul Trebišov din regiunea Košice. Localitatea se află la altitudinea de 98 m deasupra n.m., se întinde pe o suprafață de 10,16 km2 și în 2017 număra 795 de locuitori.

## Istoric
Localitatea Svätuše este atestată documentar din 1239.

## Demografie
| An:                | 1994 | 2004   | 2014   | 2024   |
| ------------------ | ---- | ------ | ------ | ------ |
| Număr de persoane: | 907  | 901    | 828    | 810    |
| Diferență:         |      | −0,66% | −8,10% | −2,17% |

| An:                | 2023 | 2024   |
| ------------------ | ---- | ------ |
| Număr de persoane: | 799  | 810    |
| Diferență:         |      | +1,37% |